# سوفیا چکارلو
سوفیا چکارلو (ایتالیایی: Sofia Ceccarello؛ زادهٔ ۲ دسامبر ۲۰۰۲) تیرانداز زن اهل ایتالیا است.